# Nefzaoua (tribu)
Les Nefzaoua, Nefzawa, Nefza ou Inefzaouen (amazigh : Inefzawen) sont une grande tribu berbère qui appartient au groupe des Louata,,. La branche des Nefzaoua se partage en douze fractions.

## Histoire
La tribu des Nefzaoua appartient au groupe que les généalogistes désignaient sous le nom de Butr et qui constituait l'un des deux grands peuples berbères, l'autre étant les Branès. Les Nefzaoua sont l'une des branches des Louata, originaires d'Égypte, qui se déplacèrent à travers le désert derrière Barka (Cyrénaïque). L'une des branches des Louata s'installe en Tripolitaine, tandis qu'une autre, les Nefza, s'installent sur d'autres territoires (probablement le Nefzaoua de l'actuelle Tunisie),. Elle paraît s'être stabilisée dans l'actuelle Libye et avoir essaimé dans tout le Maghreb, où des éléments rencontrés sporadiquement étaient en grande partie sédentaires ou sédentarisés. Les auteurs médiévaux mentionnent ainsi les Nefzaouas jusqu'à Sijilmassa et même Aoudaghost.
Selon Ibn Hazm, la confédération des Nefzaouas avait pour ancêtre un personnage originaire du Yémen dont l'épouse était berbère. Cet ancêtre appelé Luwata serait d'origine copte ; cette hypothèse est reprise et démentie par Ibn Khaldoun car elle était fausse[source insuffisante].
Selon le Bulletin de la Société de géographie de Toulouse, indique que l'on retrouve notamment la tribu dans le Jérid dans l'actuelle Tunisie.
La région tunisienne de Nefzaoua, située au sud-ouest du pays entre Gabès et Nefta, a hérité du nom de cette tribu, qu'elle a conservé jusqu'à nos jours.

## Religion avant l'islamisation
D'après Gabriel Camps, deux tribus berbères, les Djerawa et Nefzaouas, étaient de confession chrétienne avant l'arrivée de l'Islam. Ibn Khaldoun, dans son Histoire des Berbères et des dynasties musulmanes de l'Afrique septentrionale, parle d'un « reste des chrétiens d'autrefois » dans le Nefzaoua, qui provenait sans doute des communautés chrétiennes pourchassées par les Almohades triomphants.

## Personnages historiques issus de cette tribu
Tariq ibn Ziyad appartenait à cette tribu, selon Ibn Khaldoun.
Cheikh Nefzaoui, écrivain du XVe siècle et auteur de La Prairie parfumée, est réputé être un nefzaoua.

## Composition
La tribu est constituée de différents clans parmi lesquels :
- Ghassassa ;
- Madjar ;
- Maklata ;
- Mernissa ;
- Ouardaghrous ;
- Ouarsif ;
- Oulhassa ;
- Ourdine ;
- Sumata ;
- Warkul ;
- Zahila ;
- Zatima.